# Enrique Talión
Enrique Talión (Buenos Aires, Argentina; 30 de mayo de 1922, ibídem, 2018)  fue un actor de cine, teatro, radio y televisión argentino de larga trayectoria.

## Carrera
Enrique Talión dio sus primeros pasos en la radio en la exitosa Pandilla Marilyn durante la década de 1930, un espacio radial donde los niños se subían a un banco y cantaban una canción, recitaban, actuaban o bailaban.
Encarnó decenas de papeles para televisión tanto en tiras como en telenovelas, comedia para la familia y teleteatros.
Integró en la pantalla grande argentina películas bajo la dirección de grandes como Román Viñoly Barreto, Mario Soffici, Leo Fleider y Gustavo Mendoza.
Integró el grupo radioteatral El Juglar, fundado por Duilio Marzio y Fernando Labat, con quien trabajó junto a grandes estrellas como Iris Alonso, María Elena Sagrera, Jorge Rivera López Ernesto Bianco y Julio de Grazia.

## Filmografía
- 2009: Nadie Inquietó Más - Narciso Ibáñez Menta
- 1964: Aconcagua (rescate heroico).
- 1955: El hombre que debía una muerte.
- 1952: La bestia debe morir.

## Televisión[2]
- 1983: Señor amor.
- 1981: Tengo calle.
- 1981: Service de humor.
- 1981: Los miserables.
- 1981:  El ciclo de Guillermo Bredeston y Nora Cárpena.
- 1973: Jugar a morir.
- 1972/1974: Malevo
- 1971/1972: Frente a la facultad
- 1972: María y Eloísa.
- 1971: Aquellos que fueron.
- 1971: Narciso Ibáñez Menta presenta.
- 1971: Alta comedia
- 1971: Martín Guemes.
- 1970/1971:  Soledad, un destino sin amor
- 1970: Otra vez Drácula.
- 1970: El robot.
- 1979: Se necesita una ilusión.
- 1966: Carola y Carolina.
- 1965: Teleteatro para tomar el té.

## Teatro[3]
- Los fantásticos
- Los silencios de Pedro Vargas
- Locos de verano
- Mamá culepina
- Tripas de oro
- Una viuda difícil
- La Farsa
- Hello Dolly
- El vicario